# Андрей (Пешко)
Епи́скоп Андре́й (в миру Богда́н Миха́йлович Пе́шко; род. 27 апреля 1972, Гряда, Львовская область) — епископ УПЦ в Канаде в юрисдикции Константинопольского патриархата, епископ Саскатунский, викарий Средней Епархии, временный управляющий Восточной епархией.
Тезоименитство — 30 ноября (13 декабря) (апостола Андрея Первозванного).

## Биография
Родился 27 апреля 1972 года в селе Гряда на Западной Украине.
В 1979 году поступил в начальную школу и получил аттестат о среднем образовании в 1989 году.
В 1989 году поступил в Санкт-Петербургскую духовную семинарию, которую закончил в 1993 году. В 1994—1995 годы учился в Семинарии Христа Спасителя в Джонстауне, Пенсильвания, в юрисдикции Карпато-Русинской епархии Константинопольского патриархата.
В 1995 году вернулся на родину и поступил в Киевскую духовную академию, которую окончил в 1999 году. 25 декабря 2000 года учёным советом УДА удостоен стетни степени кандидата богословия за сочинение «Историко-литургическое опыт чинов хиротесий и хиротоний в Православной Церкви».
8 апреля 2001 года в соборе святого Владимира в Чикаго был рукоположён в сан диакона архиепископом Скопельским Всеволодом (Майданским). 29 сентября 2004 возведён в сан протодиакона.
21 сентября 2005 года в соборе святого Владимира в Чикаго принял монашество с именем Андрей в честь апостола Андрея Первозванного.
25 сентября 2005 года Архиепископом Всеволодом был рукоположён в сан иеромонаха и возведён в сан игумена.
На состоявшемся 20-23 октября 2005 года в Лондоне 9-м соборе Митрополии УПЦ в диаспоре был избран епископом.
21 октября 2005 года в Свято-Преображенском кафедральном соборе в Лондоне возведён в сан архимандрита.
22 ноября 2005 года Синод Константинопольского патриархата единогласно избрал архимандрита Андрея епископом Кратейским, викарием митрополита Иринополисского Константина.
12 декабря 2005 в кафедральном соборе святого князя Владимира в Чикаго состоялся чин наречения архимандрита Андрея во епископа УПЦ в диаспоре с центром в Лондоне.
13 декабря 2005 года в Чикаго состоялась хиротония архимандрита Андрея во епископа Кратейским с поручением окормления Украинской Православной диаспоры в Западной Европе. Хиротонию совершили Митрополит Константин (Баган) (УПЦ в США), митрополит Амисский Николай (Смишко) (АКРПЕ), архиепископ Всеволод (Майданский) (УПЦ в США), архиепископ Американский Николай (Кондря) (Румынская Православная Церковь), Архиепископ Чикагский Иов (Осацкий) (ПЦА), архиепископ Антоний (Щерба) (УПЦ в США) и Архиепископ Георгий (Калищук) (УПЦ в Канаде); во время хиротонии также присутствовали: митрополит Чикагской Иаков (Гарматис) (Американская архиепископия), епископ Кливлендский Петр (Лукьянов) (Русская православная церковь заграницей). Резиденция епископа Андрея находилась в Лондоне.
23 августа 2008 года на чрезвычайном соборе УПЦК избран епископом Саскатунским, викарием Средней Епархии.
1 февраля 2011 года приступил к исполнению обязанностей временно управляющего Восточной Епархии УПЦК.
В декабре 2011 года Митрополит Георгий (Калищук) предложил изменить титул правящего епископа епархии с «Торонский и Восточной епархии» на «Йоркский и Восточной епархии», оставив этот вопрос на усмотрение Синода Константинопольского патриархата.
19 мая 2021 года назначен епископом Торонтонским, управляющим Восточной епархией УПЦК